# Janovice nad Úhlavou
Janovice nad Úhlavou är en stad i Tjeckien.   Den ligger i regionen Plzeň, i den västra delen av landet, 120 km sydväst om huvudstaden Prag. Janovice nad Úhlavou ligger 417 meter över havet och antalet invånare är 2 049.
Terrängen runt Janovice nad Úhlavou är varierad. Janovice nad Úhlavou ligger nere i en dal. Runt Janovice nad Úhlavou är det mycket glesbefolkat, med 6 invånare per kvadratkilometer. Närmaste större samhälle är Klatovy, 7,9 km nordost om Janovice nad Úhlavou. I omgivningarna runt Janovice nad Úhlavou växer i huvudsak blandskog.

## Galleri

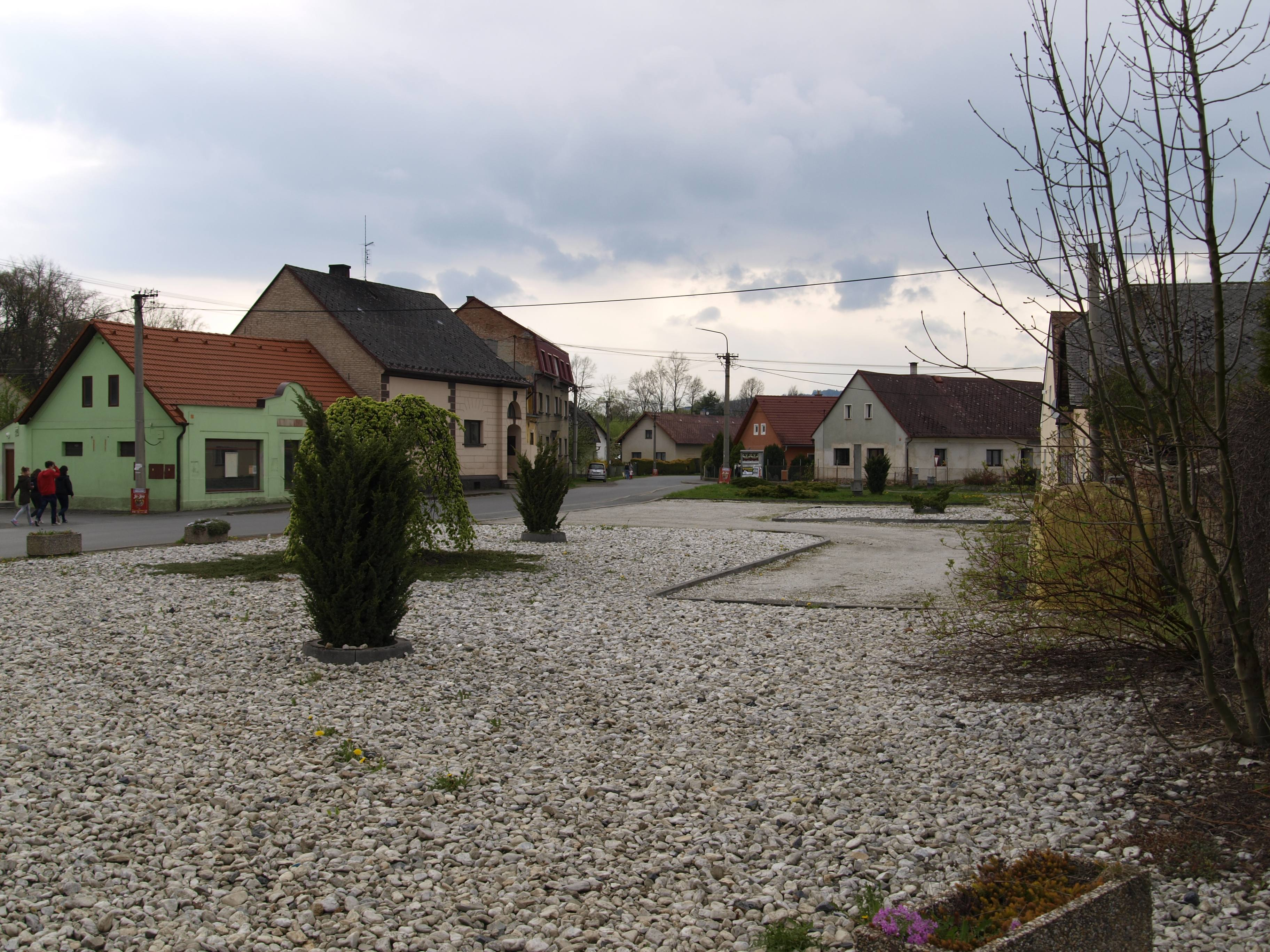
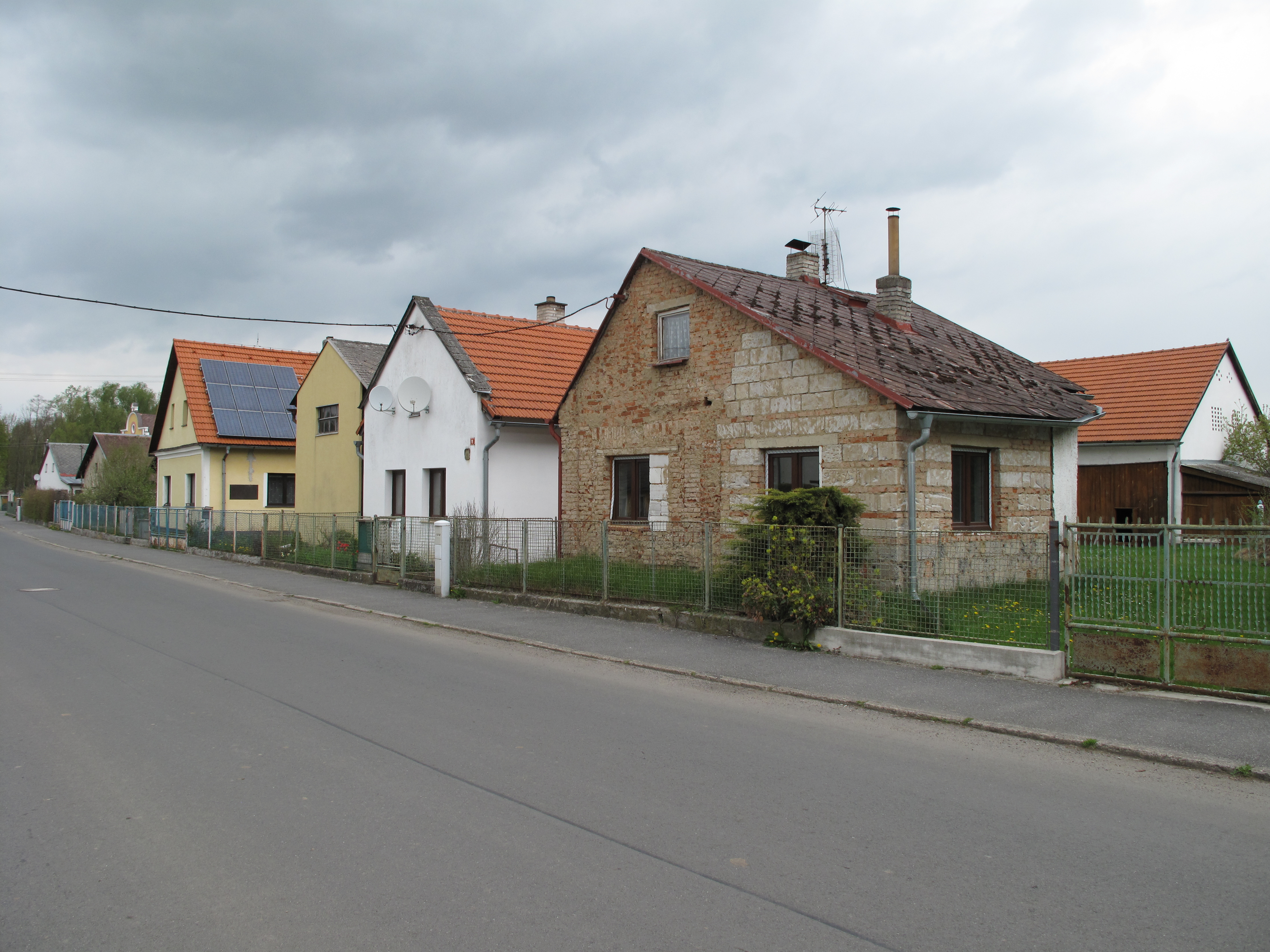
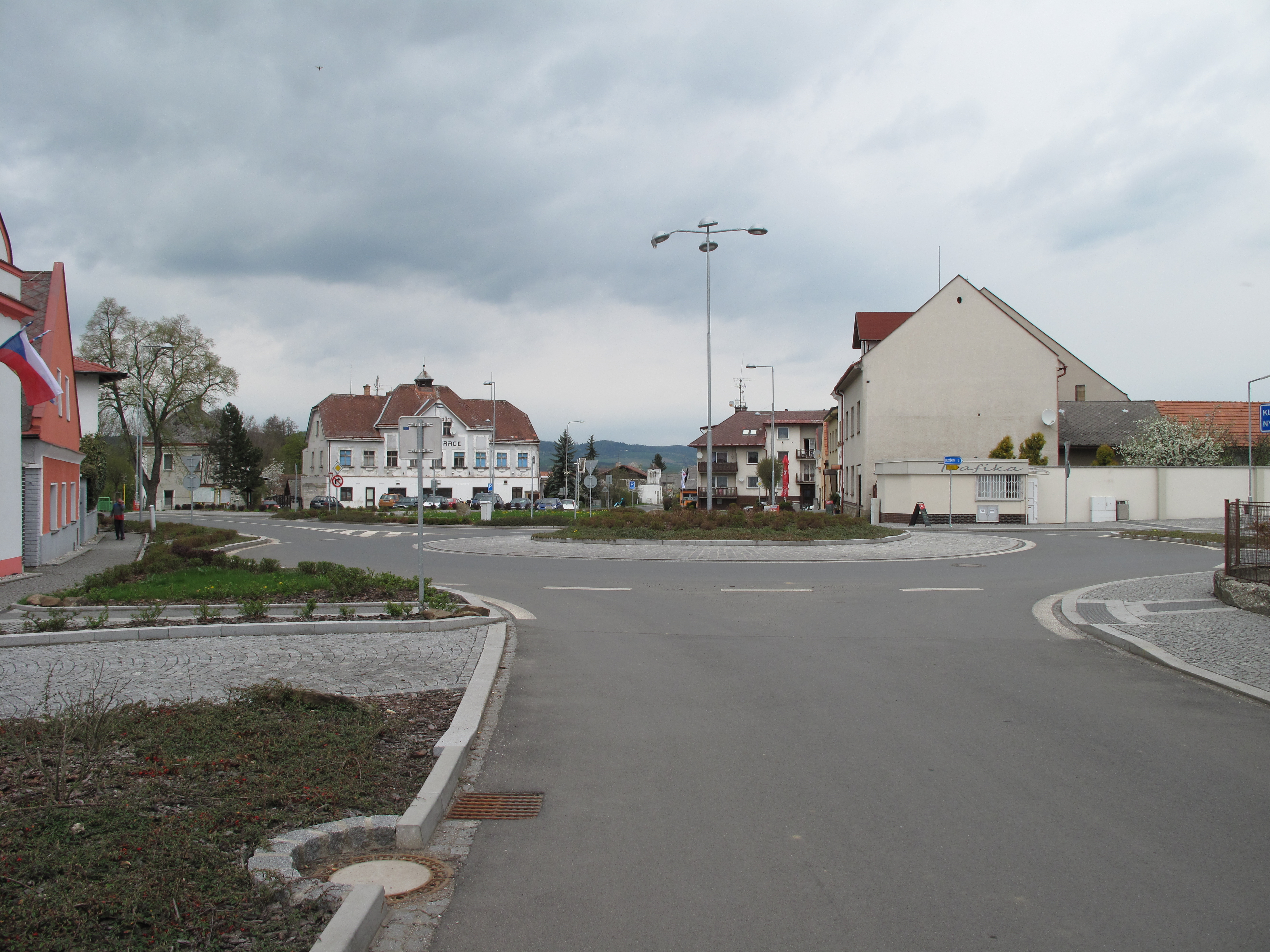